# 庵谷峠

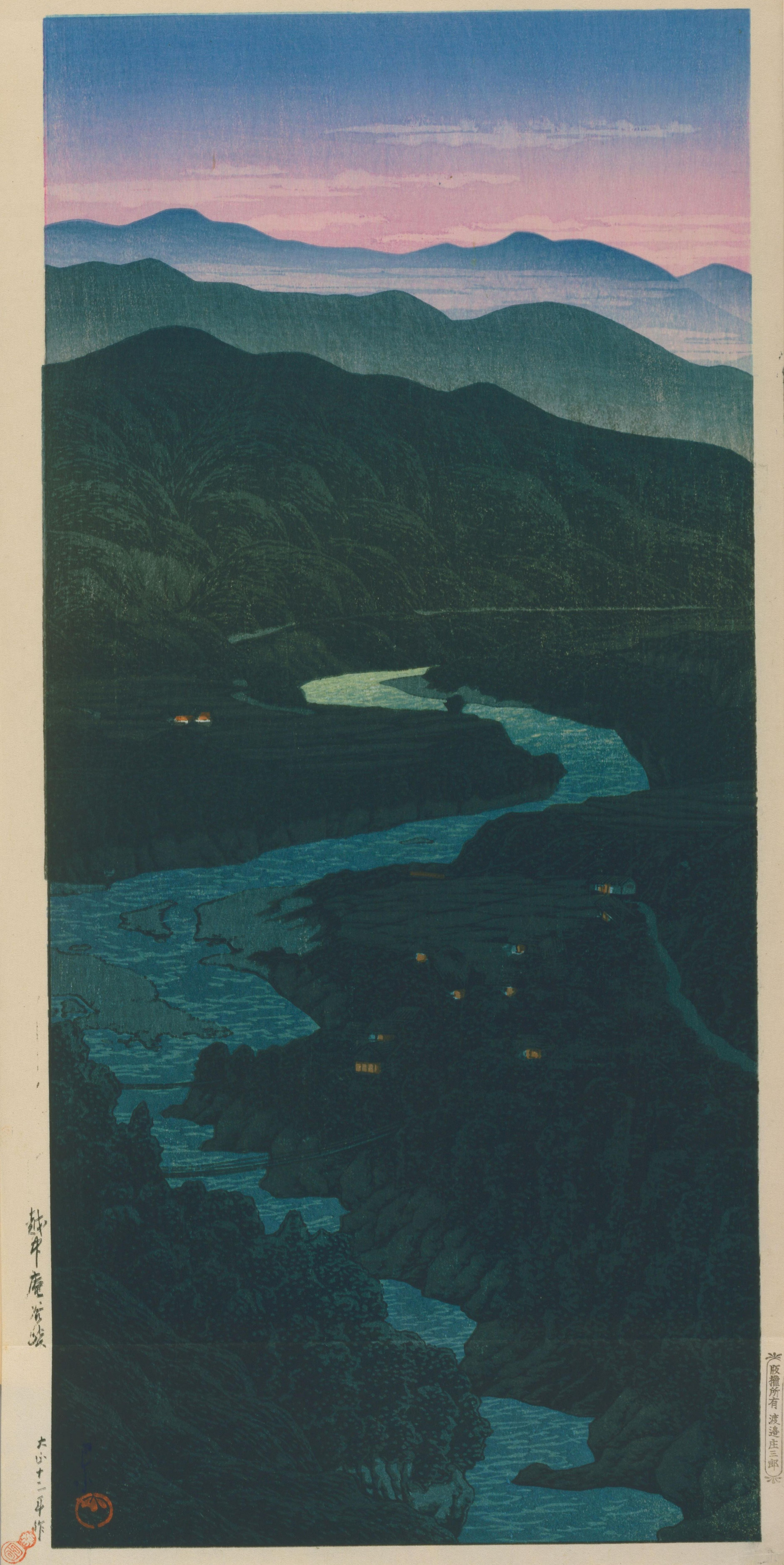
川瀬巴水『越中庵谷峠』（1923年・大正12年）

庵谷峠（いおりたにとうげ、いおりだにとうげ）は、富山県富山市にある峠である。標高は333m。

## 特徴
かつては飛騨街道の難所である小菅峠が使用されていたが、1884年の富山県議会で飛騨街道開削予算が決議され、1886年に小菅峠の東側1㎞に迂回した庵谷峠の拡幅工事完了。当時の幅員は5.4mであった。庵谷トンネル完成前までの県道富山岐阜線→国道155号（現・国道41号）の旧道であった。大正時代には神通川の電源開発に伴う工事用物資を輸送するための重要な道路となった。
跡津川断層の影響で東側に「つ」の字状に蛇行した神通川（片路峡）に三方を囲まれている。その地形ゆえに神通峡など周囲の展望が良く、庵谷峠展望台も設置されている。
かつては庵谷峠周辺で『庵谷銀山』として銀を産出していた。16世紀末に発見され、最盛期には300戸の家が立ち並んでいたが、17世紀中頃には衰退し始めた。昭和に入ってからも採鉱が試みられたが、長くは続かなかった。

## 地質
白亜紀〜ジュラ紀の庵谷峠礫岩層が広がる。この層は手取層群に含まれていたがのちに神通層群に分けられた。この地層を形成した環境は堆積盆地の扇状地であったと考えられている。

## 植生
庵谷峠の尾根付近はアカマツ〜ヤマツツジ群落で、亜高木にアズキナシ、ヤマボウシ、ブナ、タカノツメ、低木にウラジロガシ、アカシデ、コナラ、ムラサキシキブ、ヤマツツジ、サイゴクミツバツツジ、マルバマンサク、イヌツゲ、ヤマウルシ、ツノハシバミ、オオバクロモジ、ヤマモミジ、サワフタギなどで、草本でヤブコウジ、アキノキリンソウ、シシガシラ、オヤマボクチ、ヘビノネコザ、ヒロハスゲ、ホソバカンスゲ、ヒメカンアオイなどがある。